# Ricardo Verza
Ricardo Verza de Souza, conhecido como ريكاردو فيرزا(rikardu firza) ou Ricardo Verza (Antônio Prado, 28 de abril de 1997) é um futebolista brasileiro que atua como centroavante, atualmente atua pelo Bahrain SC.

## Carreira
Verza começou carreira no futsal pelo União Rondonopolis, onde teve a oportunidade de jogar uma partida de futebol. Assim chamando atenção dos olheiros do Goiás, clube que o contratou e apresentou com uma das apostas para a pré-temporada de 2018. Sem espaço, Verza foi emprestado para FK Drita, clube de Kosovo, onde jogou apenas quatro jogos e foi campeão do Campeonato Kosovar. Depois do retorno de Kosovo, o Goiás emprestou Verza para o Aimoré.

## Títulos

### Baharain SC
- Campeonato Bareinita - 2º Divisão: 2023–24[6]

### Goiás
- Campeonato Goiano: 2018

### KF Drita
- Campeonato Kosovar: 2017–18
- Supercopa do Kosovo: 2017–18

### União Rondonópolis
- Copa FMF: 2017, 2021

## Ligações Externas
Perfil na CBF